# غورجيق
غورجيق هي قرية في مقاطعة ميانة، إيران. عدد سكان هذه القرية هو 115 في سنة 2006.